# Dudley Moore
Dudley Stuart John Moore (ur. 19 kwietnia 1935 w Dagenham, zm. 27 marca 2002 w Plainfield) – angielski aktor, komik i muzyk. Komandor Orderu Imperium Brytyjskiego (CBE).

## Wybrana filmografia
- 1978: Nieczyste zagranie (Foul Play) jako Stanley Tibbets
- 1979: Dziesiątka (10) jako George Webber
- 1981: Artur (Arthur) jako Arthur Bach
- 1982: Sześć tygodni (Six Weeks) jako Patrick Dalton
- 1984: Micki i Maude (Micki + Maude) jako Rob Salinger
- 1988: Artur 2 (Arthur 2: On the Rocks) jako Arthur Bach

## Nagrody
- Złoty Glob
  - 1981: Najlepszy aktor w komedii lub musicalu za Artur
  - 1984: Najlepszy aktor w komedii lub musicalu za Micki i Maude